# Gordon Heights
Gordon Heights est une census-designated place du comté de Suffolk, dans l'État de New York, aux États-Unis,. En 2020, elle compte une population de 3 981 habitants.